# Csór
Csór község Fejér vármegyében, a Székesfehérvári járásban.

## Fekvése
Székesfehérvár és Várpalota között fekszik, utóbbihoz kicsit közelebb. Belterületének nyugati szélétől alig több, mint egy kilométerre található Veszprém és Fejér vármegye határa.
Északon a Bakony, délen a Sárrét öleli körbe.
A közvetlenül határos települések: észak felől Iszkaszentgyörgy, kelet felől Székesfehérvár, délkelet felől Sárszentmihály, dél felől Sárkeszi, délnyugat felől Nádasdladány, nyugat felől Várpalota (Inota), északnyugat felől pedig Bakonykúti és Isztimér.
Csór kiemelt vízbázissal, rendkívül jó minőségű vízzel rendelkezik. A vízmű melletti hegyből fakadó karsztforrás látja el vízzel Székesfehérvárt és a helyi lakosokat. De egyéb források is léteznek, amelyek enyhén meleg vizűek.

### Megközelítése
Ma csak közúton közelíthető meg, mindkét szomszédos város irányából a 8-as főúton. A főút évtizedekkel ezelőtt még a belterületén is áthaladt, de 2006 óta dél felől elkerüli azt; az újabb nyomvonal átadása után a régit 82 101-es útszámozással alsóbbrendű úttá minősítették át, 2024-es állapot szerint pedig már csak önkormányzati útnak minősül. Keleti határában található a 801-es főút végcsomópontja.
A szomszédos falvakkal jellemzően nincs közvetlen közúti kapcsolata, egyedül Iszkaszentgyörgy felé vezet a faluból egy számozatlan, alsóbbrendű út.
A hazai vasútvonalak közül a Székesfehérvár–Szombathely-vasútvonal érinti, mely a déli külterületei között húzódik, de megállási pontja nincs a határai között. A nevét viselő Csór-Nádasdladány vasútállomás a délnyugati határszéle közelében, de mindkét névadó település központjától nagyjából 5-5 kilométernyire, inotai területen létesült; a lakott területektől való nagy távolsága miatt a kihasználtsága mindig alacsony volt, 2015 vége óta pedig nincs is rajta személyforgalom.

## Története
A terület történelme egészen az őskorig visszavezethető, hiszen az elmúlt évtizedek ásatásai, kezdve a neolitikumtól, bezárva a középkorig egy sor kultúrát és letelepedési nyomot feltártak. Ezen ásatások alapján egyértelműen kijelenthető, hogy a település több mint 6000 éve folyamatosan lakott. Az őskorban főleg a mai peremterületeken éltek (Csárdatető alja, Sér hegy), az ókorban római kereskedelmi út haladt át a falu mai területén. A régészek kikötőkhöz (az ókorban a Nádor csatorna elődje alkalmas volt arra, hogy folyami hajókkal közlekedjenek rajta) vezető utakat találtak, amik azt feltételezik, hogy igen mozgalmas lehetett az élet a császárkorban. Így a szárazföldi kereskedelem mellett igen élénk vízi forgalom is jellemző volt a térségre, ahonnan a gazdag Gorsium-Balaton (Lacus Pelso) térség szinte végig elérhető volt. A népvándorlás alatt langobárdok és gepidák telepedtek itt meg hosszabb-rövidebb ideig. A 2000 után kezdődő ásatások a mai Vendel-dülő területén, egy nagyjából 100 méter sugarú körben minimum 5 népcsoport megtelepedését regisztrálták. Ezen tények alapján nyugodtan kijelenthető, hogy a település a feltárt időszakok alatt népszerű és igen forgalmas földrajzi elhelyezkedéssel bírt.
1193-ban III. Béla a fehérvári keresztesek konventjének adományozta Bivalt. Bival ma az a terület, amit a hagyomány Gusztus-pusztának hív. Eredetileg a konvent custosának a kezében volt. Ám ezt nem lehet szervesen Csór történetéhez kapcsolni. Nem úgy az 1256-os kódexbeli említést. Ekkor Chort emlegetnek, ami az ótörök Cur méltóságnévre vezethető vissza. Falunk nevét igen sokféleképpen olvashatták a kutatók: Choor, Czor, Czur, Chior, Chyor, Csoór.
A történeti feldolgozások nem írnak róla, de Csór minden bizonnyal része lehetett annak a besenyő ispánságnak, amelynek alapítási ideje bizonytalan, s ami 1352-ben tagozódott be a magyar vármegyerendszerbe. Az ispánság északi része Csór, míg a déli a Tolna vármegyei Kajdacs lehetett. Ha abból indulunk ki, hogy Fehérvár fejedelmi, később királyi központ volt, akkor a besenyő vezéri székhelyi címet Csórnak kellett betöltenie. Ezt igazolja a település nevének etimológiája.
1476. december 11-e jeles nap a község történetében. Előző napon Mátyás király Fehérvárra jött, hogy bevárja hitvesét Beatrixot. 11-én az egész követség megindult Csór irányába, hogy már ott fogadja a hitvest. Ennek emlékére a helység címerében a csukát tálcán felszolgáló fogadós látható, valamint Mátyás király és egy holló. És persze a szőlőfürt.
A török a XVI. század folyamán többször is végigdúlta Fehérvárt és környékét. Akik tudtak, a mocsárba vagy a környező hegyekbe menekültek. A folyamatos rablások lehetetlenné tették itt az életet. Azt viszont biztosan tudjuk az összeírásokból, hogy Csór sohasem néptelenedett el teljesen, hiszen működtek a malmok, s másfél jobbágytelek után szedték az adót. A jobb időkben hét malmot tudott életben tartani a Csabafő forrásból fakadó bővízű patak.
A község fő birtokosai a nemes Nedeczky, gróf Cseszneky, Szőgyény-Marich és Somssich családok voltak.
A török kiűzése után főleg református helvétek (egy szerencsés véletlennek köszönhetően kiderült, hogy a német nyelvű helvétek főképpen Sigriswilből és környékéről érkeztek) és katolikus svábok, valamint tótok érkeztek. De jó néhány magyar család is letelepedett.
A falu 1780-ban háromnyelvűnek, 1818-ban kétnyelvűnek számított. A falu ősi része a Tabán, amit egyértelműen bizonyít a terület szerkezete (halmaz). Ha az ország többi Tabán elnevezésű településrészét megfigyeljük, akkor észrevehetjük a vizet, a fakadó forrást, amely egyben az ősi pogány vallásokban az áldozat bemutatóhelye, valamint az állatbőröket ezeken a helyeken mosták.
Ettől kezdve a lakosságszám emelkedett, a 19. századi gazdasági fellendülés következtében majdnem elérte a kétezret. Főleg agrárnépesség lakta. A kivándorlás és az első világháború visszavetette a növekedést. 1939-ig mérsékelt változást láthatunk. Az újabb világháború a csóriaknak már nemcsak a frontélmények mesélését jelentette: 1944 decemberétől 1945 márciusáig folyamatos harcok dúltak a német és szovjet csapatok között. A polgári lakosság jelentős része nyugat felé menekült, majd a háború után visszatért Csórra.
Csór családtörténeti arculata mára teljesen átalakult, a tősgyökeres családokból már csak kevesen élnek a faluban. Az 1696-os összeírás alapján az akkori újraalapítók közül már csak a Hári, a Szurok, a Német, a Szabó, a Szemenyei és a Zsédely családneveknek vannak viselői.

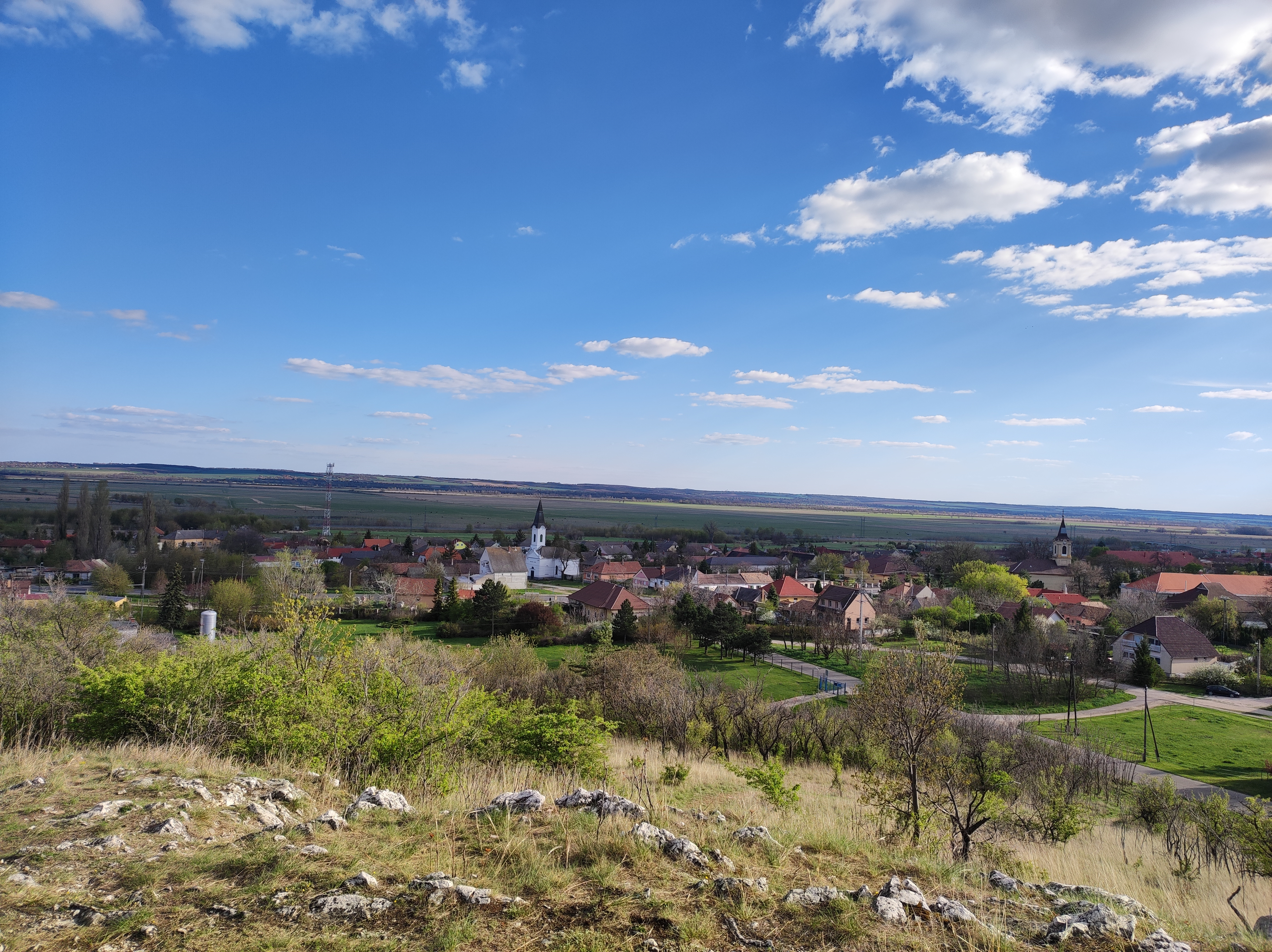
A falu a torii kapu dombjáról fényképezve
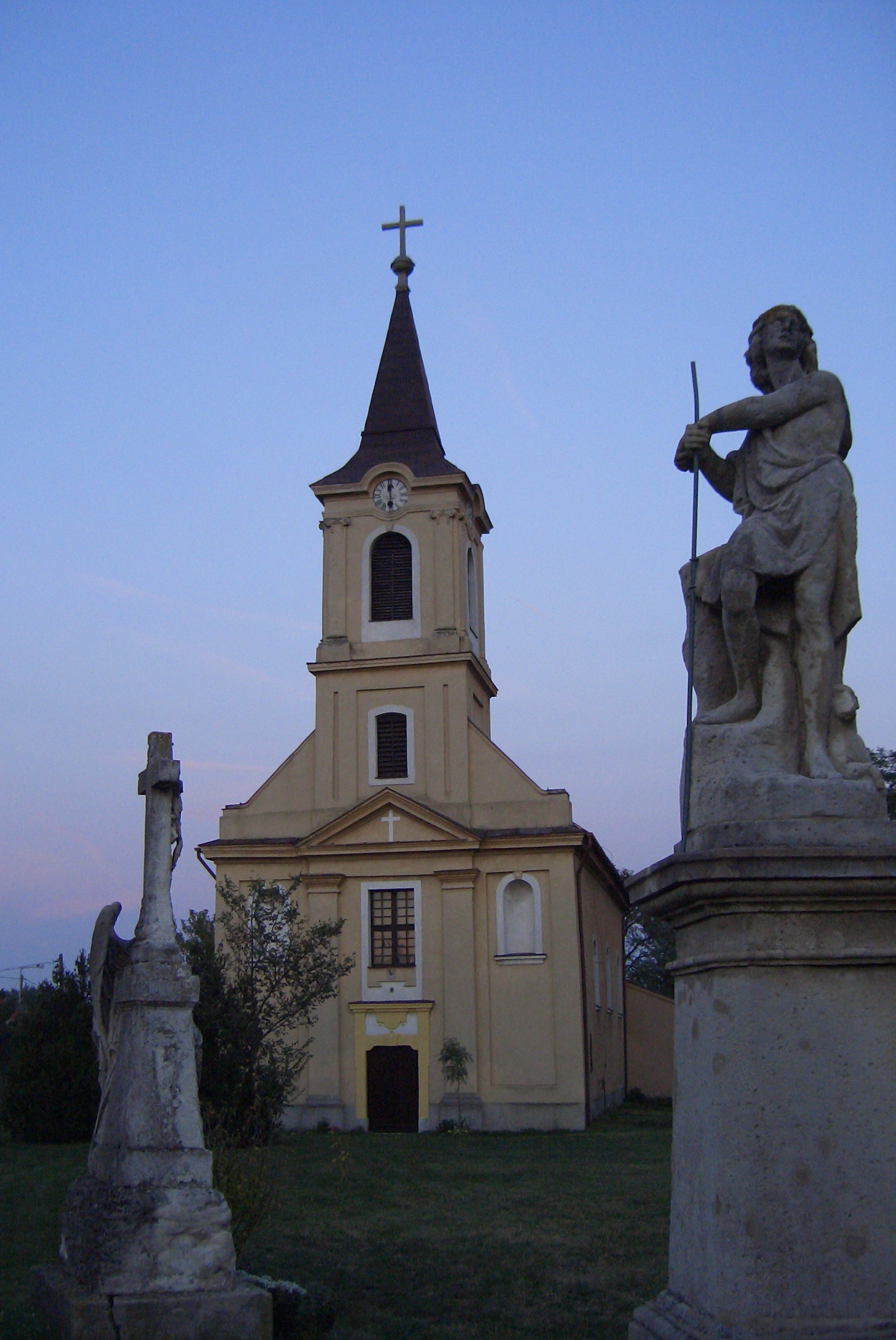
A római katolikus templom (Ady Endre út)
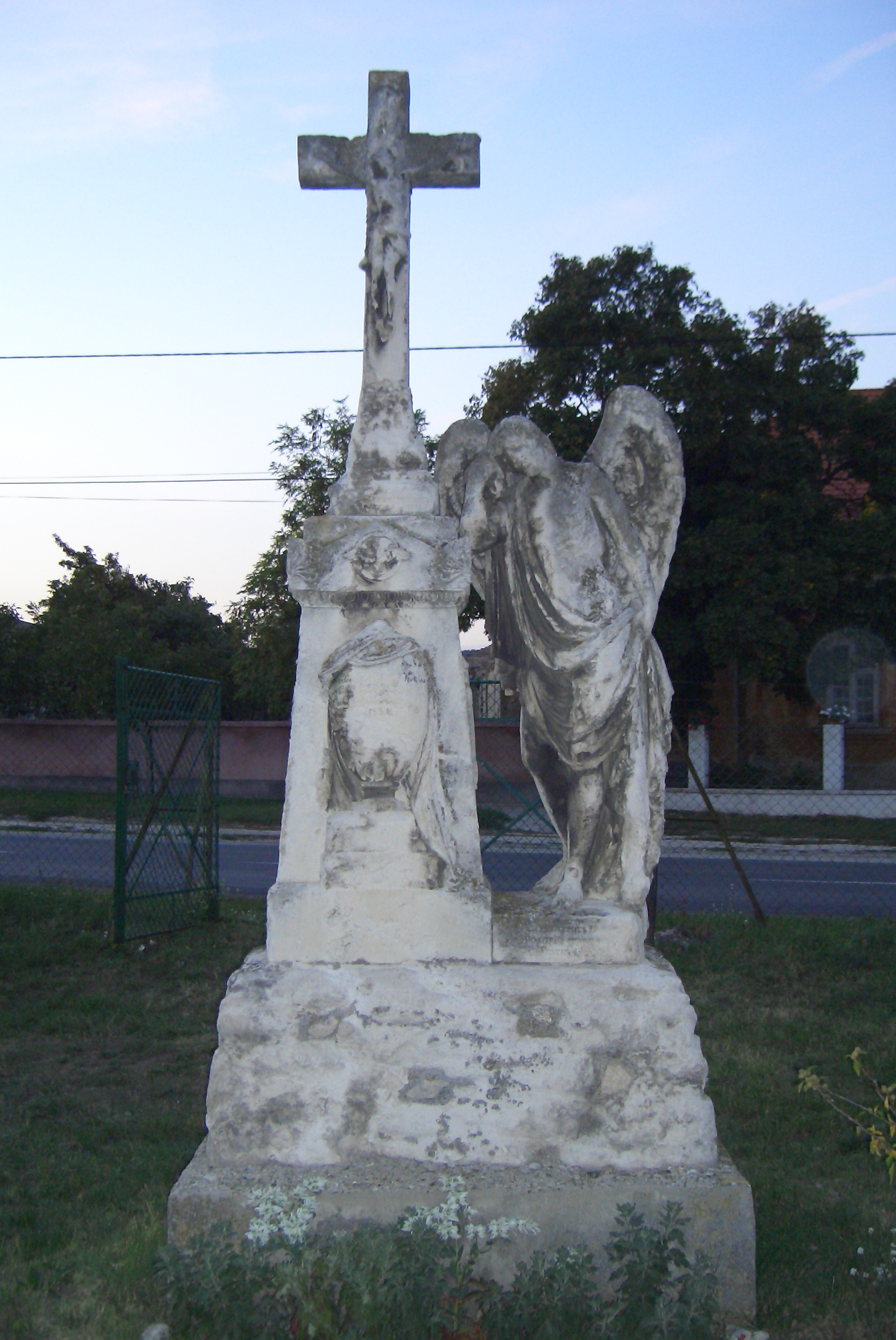
Régi síremlék a katolikus templom kertjében
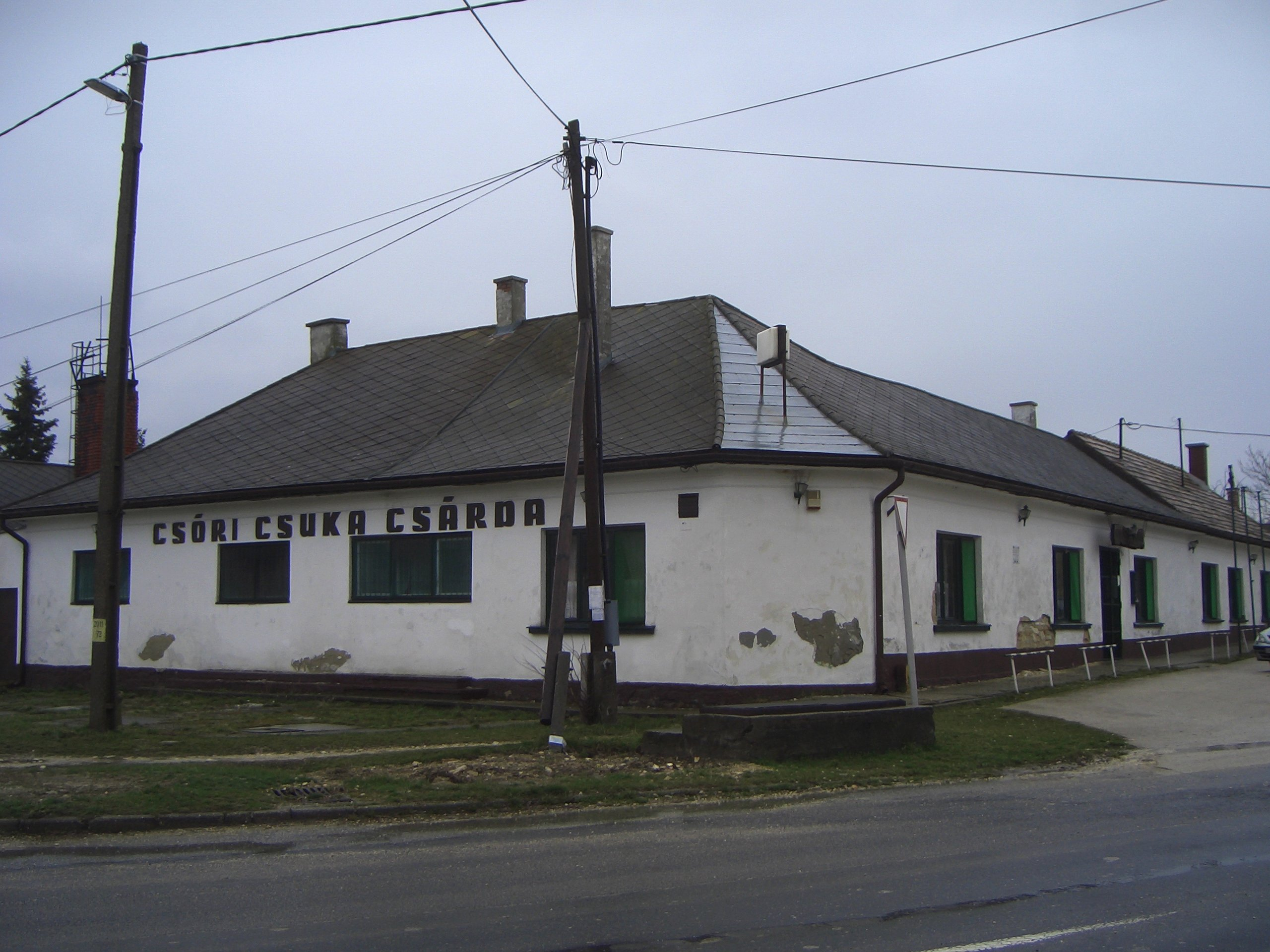
A bezárt Csóri csuka csárdavendéglő (Fő tér)
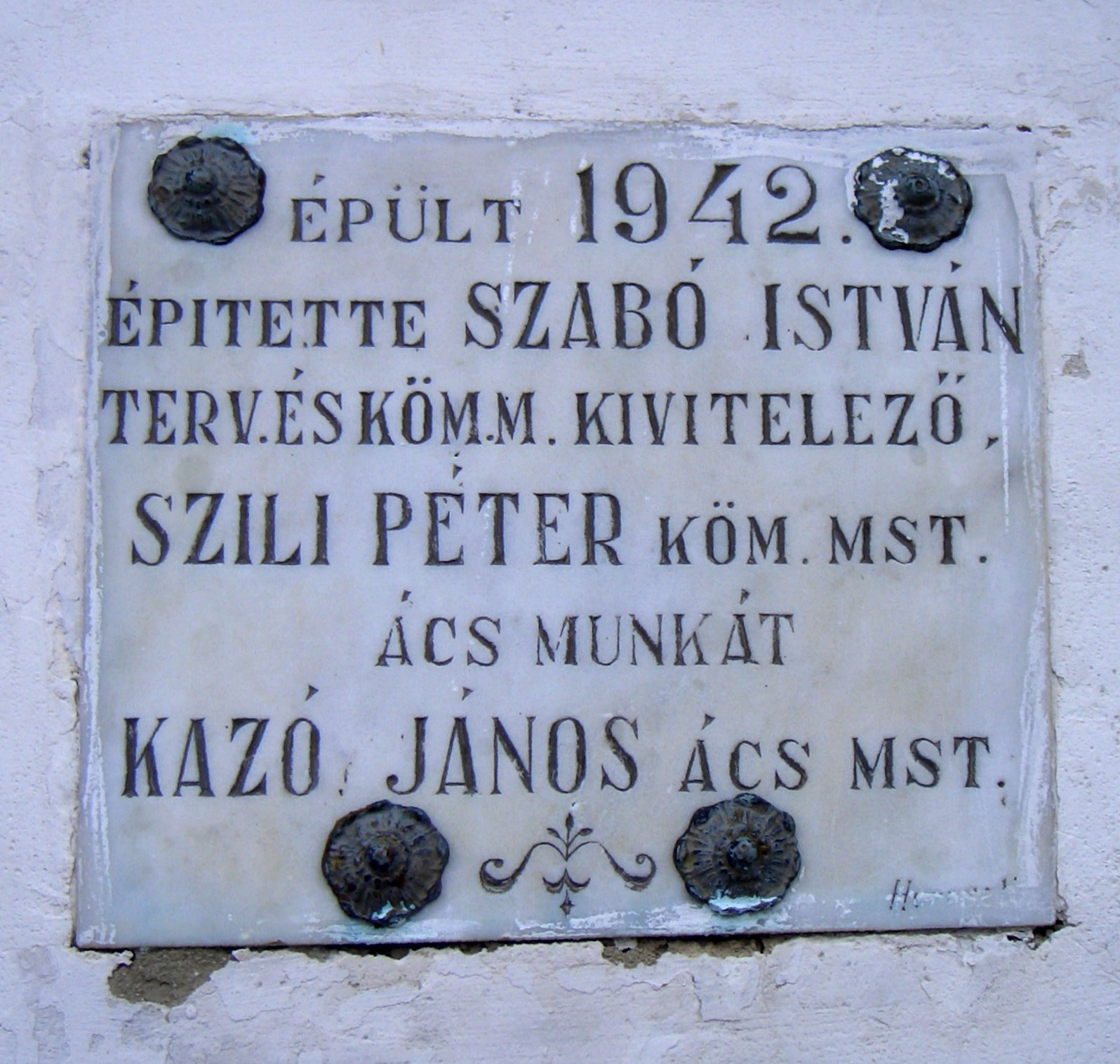
A Csóri csuka csárda műemléktáblája

## Közélete

### Polgármesterei
- 1990–1994: Csete Dezső (MDF)[7]
- 1994–1998: Csete Dezső (független)[8]
- 1998–2002: Csete Dezső (független)[9]
- 2002–2006: Csete Dezső (független)[10]
- 2006–2010: Csete Krisztián (független)[11]
- 2010–2014: Csete Krisztián (független)[12]
- 2014–2019: Csete Krisztián (független)[13]
- 2019–2024: Csete Krisztián (független)[14]
- 2024– : Borics Mihály (független)[1]

## Népesség
A település népességének változása:
| Lakosok száma | 1791 | 1785 | 1785 | 1851 | 1959 | 1939 | 1917 |
|               | 2013 | 2014 | 2015 | 2021 | 2022 | 2023 | 2024 |

A 2011-es népszámlálás során a lakosok 86,5%-a magyarnak, 0,6% cigánynak, 0,1% horvátnak, 0,6% lengyelnek, 0,5% németnek, 0,2% románnak, 0,1% ruszinnak, 0,1% szlováknak mondta magát (13,4% nem nyilatkozott; a kettős identitások miatt a végösszeg nagyobb lehet 100%-nál). A vallási megoszlás a következő volt: római katolikus 35,7%, református 15,8%, evangélikus 0,6%, görögkatolikus 0,2%, felekezeten kívüli 19,5% (26,2% nem nyilatkozott).
2022-ben a lakosság 88,9%-a vallotta magát magyarnak, 1,2% cigánynak, 0,9% németnek, 0,3% lengyelnek, 0,2% ukránnak, 0,2% horvátnak, 0,2% szerbnek, 0,1-0,1% románnak, görögnek és szlováknak, 2,7% egyéb, nem hazai nemzetiségűnek (11% nem nyilatkozott; a kettős identitások miatt a végösszeg nagyobb lehet 100%-nál). Vallásuk szerint 26,4% volt római katolikus, 10% református, 0,5% evangélikus, 0,2% görög katolikus, 0,1% ortodox, 0,1% izraelita, 2% egyéb keresztény, 0,7% egyéb katolikus, 18,7% felekezeten kívüli (40,9% nem válaszolt).

## Látnivalók
- Szőgyény-Marich-Somssich-kúria
- Nedeczky-kúria

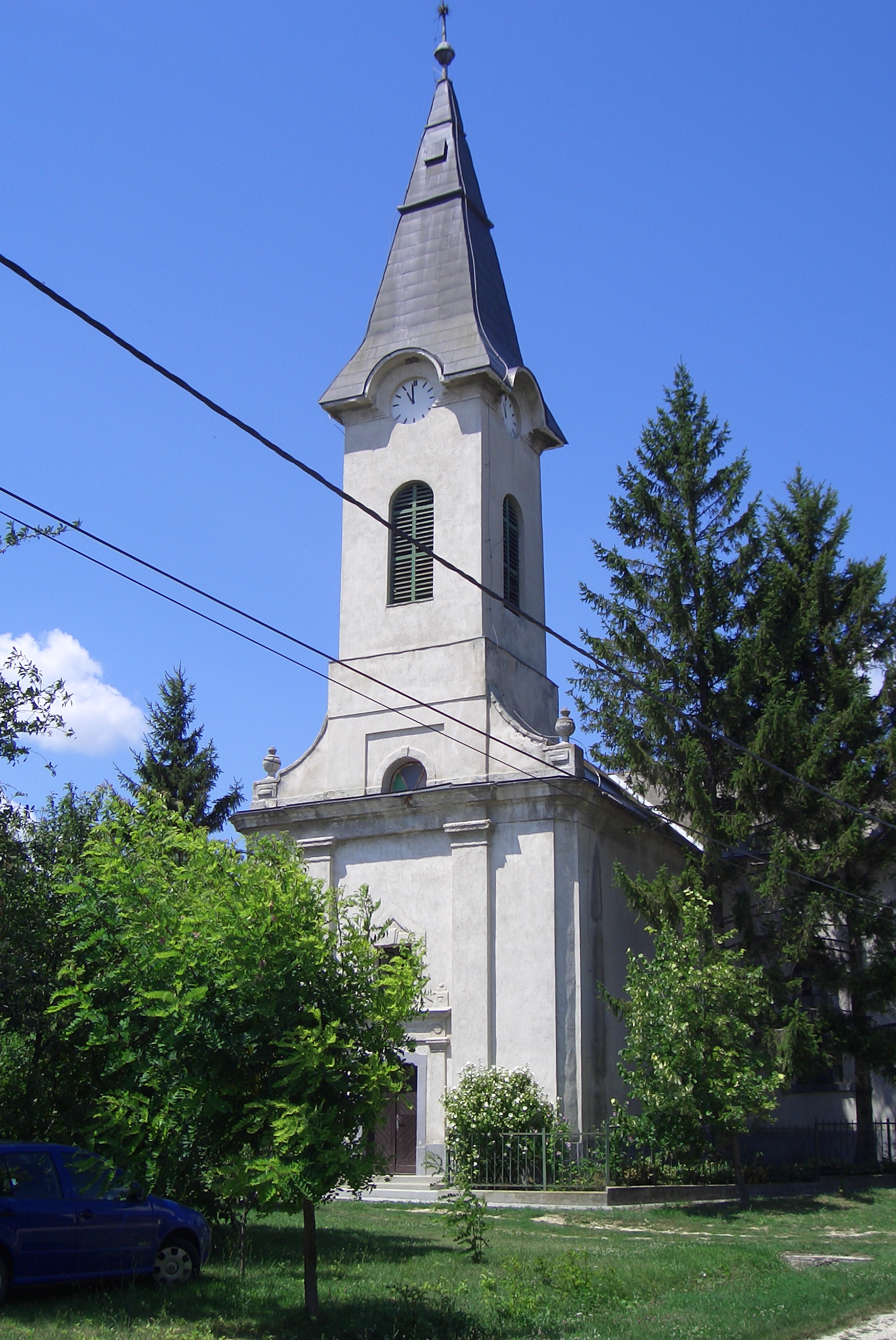
Református templom

- Sarlós Boldogasszony római katolikus templom, középkori alapokon
- Református templom
- Csóri Csuka csárda (épült 1942-ben)
- Szenes-horog, Száraz-horog (kirándulóhelyek)
- Torii kapu[17]

## Híres emberek
- Cseszneky Mihály báró, végvári hős
- Édes Albert református lelkész, költő
- Édes Gergely református lelkész, költő
- Ifj. Szőgyény-Marich László gróf (1840–1916), politikus, diplomata